# Полушин, Николай Абрамович
Николай Абрамович Полушин (1839, Дмитриевская слобода (Владимирская губерния) — 5 апреля 1902, Москва) — русский писатель-народник, журналист и составитель отрывных календарей. Один из первых писателей Иванова.
Николай родился в Дмитриевской слободе под Ивановом (Владимирская губерния) в семье фабриканта Абрама Филипповича Полушина (1785—1852). Сейчас Дмитриевская слобода — часть Иванова, дом Полушиных (ул. Рабфаковская, 2/1) сохранился до наших дней. Николай рано проявил интерес к истории текстильной промышленности, вскоре начал писать об этом. Большое влияние на развитие мировоззрения Полушина оказал писатель и педагог В. А. Дементьев. В 1860 году в столичном журнале «Вестник промышленности» вышла его первая статья «Очерк начала и развития ситцевой промышленности в селе Иванове и посаде Вознесенском». Брат Полушина, Маркел, умер, оставив своего сына, Николая. В 1861 году, объединив свои капиталы, два Николая основали «Дмитровский торговый дом». Но занятие предпринимательством не привлекало старшего Полушина, поэтому он уехал в Москву, чтобы посвятить себя литературному труду. Его мать безуспешно пыталась отговорить сына уезжать из родных мест. В 1882—1884 годах в Москве Полушин издавал иллюстрированный журнал «Русский сатирический листок». Тогда же в журнале «Наблюдатель» стали публиковаться его очерки о жизни в Иванове и об ивановских текстильщиках («Русский Манчестер», «Городок на Уводи», повествование «Шпульный угодник Логин»). С 1887 года Полушин начал печататься в издательстве «Посредник». Работавший в этом же издательстве Л. Н. Толстой порекомендовал его издателю И. Д. Сытину. Тот пригласил Полушина работать составителем отрывных календарей. Позже И. Д. Сытин вспоминал:
Полушин с радостью и даже с восторгом согласился на моё предложение. Он принялся за дело с такой горячностью и с таким воодушевлением, что на каждый отрывной листок готов был смотреть, как на скрижали завета.
Листы календаря рассказывали о памятных датах отечественной истории, о различных ремёслах, давали советы по ведению сельского и домашнего хозяйств и т. п. Календари пользовались огромным спросом — их тираж достигал 8 миллионов экземпляров. Календарями Полушин занимался вплоть до своей смерти в 1902 году. В 1898 году в журнале «Русский архив» Полушин опубликовал записи (со своими комментариями) из т. н. «памятной книги» — семейной реликвии Полушиных. Записи в ней делались Филиппом Ивановичем и Абрамом Филипповичем Полушинами (дедом и отцом Н. А. Полушина) и содержали в себе ценные сведения о жизни села Иваново в период с 1751 по 1850 годы.